# Martin Einsele
Martin Einsele (* 11. April 1928 in Kirchheim unter Teck; † 10. September 2000 in Karlsruhe) war ein deutscher Stadtplaner und Hochschullehrer.

## Leben und Wirken
Martin Einsele übernahm nach dem Studium der Architektur an der Technischen Hochschule Stuttgart bei Richard Döcker, Rolf Gutbier und Rolf Gutbrod die Leitung des Stadtplanungs- und Bauordnungsamtes der Stadt Gladbeck. In Gladbeck machte er sich 1964 nach dem 1. Preis im Wettbewerb für die Siedlung Sonnenhof in Pforzheim mit einem eigenen Architektur- und Planungsbüro selbständig.
Im Jahr 1973 wurde Einsele als Professor an die Technische Universität Dortmund berufen. Von 1975 bis 1981 war er als Nachfolger von Max Guther als Professor für Städtebau und Siedlungswesen an der Technischen Hochschule Darmstadt tätig. Im Jahre 1981 wechselte er als Professor für Städtebau und Entwerfen an die Universität Karlsruhe (TH) und blieb dort bis zur Emeritierung 1997.
Sein Beitrag zur Triennale in Mailand 1988 stellte das Städteband am Oberrhein als dezentrales Metropolen-Modell vor und beschrieb Möglichkeiten einer zukünftigen Stadtentwicklung ohne eine auf eine Zentrale fixierte Struktur. Darüber hinaus engagierte sich Einsele aber vor allem mit vielen kleineren Entwürfen und Planungen für eine menschenwürdige Umwelt in unseren Städten. Von 1977 bis 1985 war er Mitherausgeber der Stadtbauwelt. Die Arbeit in zahlreichen Verbänden, darunter der Deutschen Akademie für Städtebau und Landesplanung und der Vereinigung für Stadt-, Regional- und Landesplanung (SRL) vervollständigte sein Lebenswerk, das unter anderem von der Universität Karlsruhe unter dem Titel Planungsraum – Lebensraum gewürdigt wurde.